# ياكوب يوهانسون
ياكوب يوهانسون (بالسويدية: Jakob Johansson) هو لاعب كرة قدم سويدي في مركز الوسط المدافع ولد في يوم 21 يونيو 1990 في بلدة ترولهتان في السويد، يلعب حالياً مع نادي أيك أثينا وسبق له اللعب مع نادي غوتبورغ، في سنة 2013 بدأ باللعب مع منتخب السويد لكرة القدم ويبلغ طوله 188 سم.

## روابط خارجية
- جاكوب يوهانسون على موقع الاتحاد الأوربي (الإنجليزية)
- جاكوب يوهانسون على موقع اتحاد السويد (السويدية)
- جاكوب يوهانسون على موقع قاعدة بيانات كرة القدم.إي يو (الإنجليزية)
- جاكوب يوهانسون على موقع ناشيونال فوتبول تيمز (الإنجليزية)
- جاكوب يوهانسون على موقع Soccerway.com (الإنجليزية)
- جاكوب يوهانسون على موقع عالم كرة القدم.نت (الإنجليزية)